# Calopteryx orientalis
Calopteryx orientalis är en trollsländeart som beskrevs av Selys 1887. Calopteryx orientalis ingår i släktet Calopteryx och familjen jungfrusländor. IUCN kategoriserar arten globalt som livskraftig. Utöver nominatformen finns också underarten C. o. risi.